# Ringer-Juniorenweltmeisterschaften
Die Weltmeisterschaften im Ringen der Junioren werden jährlich von der FILA ausgetragen. Die ersten Weltmeisterschaften der Junioren wurden 1978 im US-amerikanischen Colorado Springs veranstaltet. 1993 fanden erstmals Weltmeisterschaften für Juniorinnen statt. Seit den Weltmeisterschaften 2003 in Istanbul werden die drei Weltmeisterschaften im freien Stil, griechisch-römischen Stil und im freien Stil der Juniorinnen durchgängig zusammen an einem Ort innerhalb einer Woche ausgetragen. Die Turniere werden  im Juli oder August ausgetragen.
Teilnahmeberechtigt sind alle Ringer unter 21 Jahren.

## Überblick
Abkürzungen: Gwk = Gewichtsklasse/n
|           | Griechisch-römisch                 | Griechisch-römisch                 | Freistil                           | Freistil                           | Frauen                             | Frauen                             |                                    |
| WM        | Austragungsort                     | Erfolgreichste Nation              | Austragungsort                     | Erfolgreichste Nation              | Austragungsort                     | Erfolgreichste Nation              | Gwk                                |
| --------- | ---------------------------------- | ---------------------------------- | ---------------------------------- | ---------------------------------- | ---------------------------------- | ---------------------------------- | ---------------------------------- |
| 1978      | ?                                  | USA                                | Colorado Springs                   | Vereinigte Staaten                 |                                    |                                    | 10                                 |
| 1979      | Essen, Grugahalle                  | BR Deutschland                     | Colorado Springs                   | Vereinigte Staaten                 |                                    |                                    | 10                                 |
| 1980 (I)  | Stockholm                          | Schweden                           | Stockholm                          | Iran                               |                                    |                                    | 13                                 |
| 1980 (II) | Colorado Springs                   | BR Deutschland                     | Colorado Springs                   | Vereinigte Staaten                 |                                    |                                    | 10                                 |
| 1981      | keine Junioren-Weltmeisterschaften | keine Junioren-Weltmeisterschaften | keine Junioren-Weltmeisterschaften | keine Junioren-Weltmeisterschaften | keine Junioren-Weltmeisterschaften | keine Junioren-Weltmeisterschaften | keine Junioren-Weltmeisterschaften |
| 1982      | Colorado Springs                   | UdSSR                              | Colorado Springs                   | UdSSR                              |                                    |                                    | 10                                 |
| 1983      | Oak Lawn                           | UdSSR                              | Oak Lawn                           | UdSSR                              |                                    |                                    | 10                                 |
| 1984      | Washington, D.C.                   | Südkorea                           | Washington D.C.                    | Vereinigte Staaten                 |                                    |                                    | 10                                 |
| 1985      | keine Junioren-Weltmeisterschaften | keine Junioren-Weltmeisterschaften | keine Junioren-Weltmeisterschaften | keine Junioren-Weltmeisterschaften | keine Junioren-Weltmeisterschaften | keine Junioren-Weltmeisterschaften | keine Junioren-Weltmeisterschaften |
| 1986      | Schifferstadt                      | UdSSR                              | Schifferstadt                      | UdSSR                              |                                    |                                    | 10                                 |
| 1987      | keine Junioren-Weltmeisterschaften | keine Junioren-Weltmeisterschaften | keine Junioren-Weltmeisterschaften | keine Junioren-Weltmeisterschaften | keine Junioren-Weltmeisterschaften | keine Junioren-Weltmeisterschaften | keine Junioren-Weltmeisterschaften |
| 1988      | Wolfurt                            | UdSSR                              | Wolfurt                            | UdSSR                              | Dijon                              | Frankreich                         | 10/10/9                            |
| 1989      | keine Junioren-Weltmeisterschaften | keine Junioren-Weltmeisterschaften | keine Junioren-Weltmeisterschaften | keine Junioren-Weltmeisterschaften | keine Junioren-Weltmeisterschaften | keine Junioren-Weltmeisterschaften | keine Junioren-Weltmeisterschaften |
| 1990      | ?                                  | UdSSR                              | Istanbul                           | UdSSR                              |                                    |                                    | 10                                 |
| 1991      | Barcelona                          | UdSSR                              |                                    |                                    |                                    |                                    | 10                                 |
| 1992      | Cali                               | Kuba                               | Cali                               | Südkorea                           |                                    |                                    | 10                                 |
| 1993      |                                    |                                    |                                    |                                    | Götzis                             | Japan                              | 8                                  |
| 1994      | Budapest                           | Türkei                             | Budapest                           | Russland                           |                                    |                                    | 10                                 |
| 1995      | keine Junioren-Weltmeisterschaften | keine Junioren-Weltmeisterschaften | keine Junioren-Weltmeisterschaften | keine Junioren-Weltmeisterschaften | keine Junioren-Weltmeisterschaften | keine Junioren-Weltmeisterschaften | keine Junioren-Weltmeisterschaften |
| 1996      | Wałbrzych                          | Russland                           | Moskau                             | Kuba                               |                                    |                                    | 10                                 |
| 1997      | Turku                              | Russland                           | Helsinki                           | Iran                               |                                    |                                    | 10                                 |
| 1998      | Kairo                              | Russland                           | Primm                              | Russland                           | Fredrikstad                        | Russland                           | 10/10/8                            |
| 1999      | Bukarest                           | Russland                           | Sydney                             | Russland                           | Bukarest                           | Japan                              | 9/9/8                              |
| 2000      | Nantes                             | Ukraine                            | Nantes                             | Russland                           | Nantes                             | Japan                              | 9/9/8                              |
| 2001      | Taschkent                          | Russland                           | Taschkent                          | Russland                           | Martigny                           | Japan                              | 9/9/8                              |
| 2002      | keine Junioren-Weltmeisterschaften | keine Junioren-Weltmeisterschaften | keine Junioren-Weltmeisterschaften | keine Junioren-Weltmeisterschaften | keine Junioren-Weltmeisterschaften | keine Junioren-Weltmeisterschaften | keine Junioren-Weltmeisterschaften |
| 2003      | Istanbul                           | Türkei                             | Istanbul                           | Türkei                             | Istanbul                           | Russland                           | 8                                  |
| 2004      | keine Junioren-Weltmeisterschaften | keine Junioren-Weltmeisterschaften | keine Junioren-Weltmeisterschaften | keine Junioren-Weltmeisterschaften | keine Junioren-Weltmeisterschaften | keine Junioren-Weltmeisterschaften | keine Junioren-Weltmeisterschaften |
| 2005      | Vilnius                            | Iran                               | Vilnius                            | Russland                           | Vilnius                            | Japan                              | 8                                  |
| 2006      | Guatemala-Stadt                    | Türkei                             | Guatemala-Stadt                    | Russland                           | Guatemala-Stadt                    | Japan                              | 8                                  |
| 2007      | Peking                             | Russland                           | Peking                             | Russland                           | Peking                             | China                              | 8                                  |
| 2008      | Istanbul                           | Türkei                             | Istanbul                           | Russland                           | Istanbul                           | Russland                           | 8                                  |
| 2009      | Ankara                             | Iran                               | Ankara                             | Iran                               | Ankara                             | Russland                           | 8                                  |
| 2010      | Budapest                           | Russland                           | Budapest                           | Russland                           | Budapest                           | China                              | 8                                  |
| 2011      | Bukarest                           | Georgien                           | Bukarest                           | Russland                           | Bukarest                           | Japan                              | 8                                  |
| 2012      | Pattaya                            | Aserbaidschan                      | Pattaya                            | Russland                           | Pattaya                            | Japan                              | 8                                  |
| 2013      | Sofia                              | Russland                           | Sofia                              | Russland                           | Sofia                              | Japan                              | 8                                  |
| 2014      | Zagreb                             |                                    | Zagreb                             |                                    | Zagreb                             |                                    |                                    |
| 2015      | Salvador da Bahia                  |                                    | Salvador da Bahia                  |                                    | Salvador da Bahia                  |                                    |                                    |
| 2016      | Mâcon                              |                                    | Mâcon                              |                                    | Mâcon                              |                                    |                                    |
| 2017      | Tampere                            |                                    | Tampere                            |                                    | Tampere                            |                                    |                                    |
| 2018      | Trnava                             |                                    | Trnava                             |                                    | Trnava                             |                                    |                                    |
| 2019      | Tallinn                            |                                    | Tallinn                            |                                    | Tallinn                            |                                    |                                    |
| 2020      | keine Junioren-Weltmeisterschaften | keine Junioren-Weltmeisterschaften | keine Junioren-Weltmeisterschaften | keine Junioren-Weltmeisterschaften | keine Junioren-Weltmeisterschaften | keine Junioren-Weltmeisterschaften | keine Junioren-Weltmeisterschaften |
| 2021      | Ufa                                |                                    | Ufa                                |                                    | Ufa                                |                                    |                                    |
| 2022      | Sofia                              |                                    | Sofia                              |                                    | Sofia                              |                                    |                                    |